# Jelizaveta Koelitsjkova
Jelizaveta Dmitrijevna Koelitsjkova (Cyrillisch: Елизавета Дмитриевна Куличкова) (Novosibirsk, 12 april 1996) is een voormalig tennisspeelster uit Rusland.

## Loopbaan
Koelitsjkova begon als zesjarige met tennis.
Als junior was zij in mei 2012 derde op de wereldranglijst – zij won in 2014 het meisjesenkel- en -dubbelspeltoernooi van het Australian Open.
In 2014 debuteerde zij op de İstanbul Cup in het WTA-circuit.
In 2015 plaatste zij zich rechtstreeks voor Wimbledon.
In de periode 2012–2016 won zij zeven ITF-titels in het enkelspel. Zij was weinig actief in het dubbelspel.
Koelitsjkova woont in Thailand.

## Posities op deWTA-ranglijst
Positie per einde seizoen:
| jaar | rang enkelspel | rang dubbelspel |
| ---- | -------------- | --------------- |
| 2012 | 867            | –               |
| 2013 | 346            | 647             |
| 2014 | 147            | 590             |
| 2015 | 104            | 332             |
| 2016 | 143            | 797             |
| 2017 | 194            | –               |

## Resultaten grandslamtoernooien
| Legenda | Legenda                          |
| ------- | -------------------------------- |
| g.t.    | geen toernooi gehouden           |
| l.c.    | lagere categorie                 |
| –       | niet deelgenomen                 |
| G       | uitgeschakeld in de groepsfase   |
| 1R      | uitgeschakeld in de eerste ronde |
| 2R      | uitgeschakeld in de tweede ronde |
| 3R      | uitgeschakeld in de derde ronde  |
| 4R      | uitgeschakeld in de vierde ronde |
| KF      | uitgeschakeld in de kwartfinale  |
| HF      | uitgeschakeld in de halve finale |
| F       | de finale verloren               |
| W       | het toernooi gewonnen            |
| w-v     | winst/verlies-balans             |

### Enkelspel
| Toernooi        | 2015 | 2016 | 2017 |
| --------------- | ---- | ---- | ---- |
| Australian Open | –    | 3R   | 1R   |
| Roland Garros   | –    | –    | –    |
| Wimbledon       | 2R   | –    | –    |
| US Open         | 1R   | –    | –    |

### Vrouwendubbelspel
| Toernooi        | 2015 |
| --------------- | ---- |
| Australian Open | –    |
| Roland Garros   | –    |
| Wimbledon       | 1R   |
| US Open         | –    |